# Exaeretiformis unicolor
Exaeretiformis unicolor är en skalbaggsart som först beskrevs av Francis Polkinghorne Pascoe 1865.  Exaeretiformis unicolor ingår i släktet Exaeretiformis och familjen långhorningar. Inga underarter finns listade i Catalogue of Life.